# موتور عبدالرحمان بریچ
موتور عبدالرحمان بریچ روستایی در دهستان دومک بخش نصرت‌آباد شهرستان زاهدان استان سیستان و بلوچستان ایران است.

## جمعیت
بر پایه سرشماری عمومی نفوس و مسکن در سال ۱۳۹۵ جمعیت این روستا ۶ نفر (۵خانوار) بوده‌است.